# Laurent Itti

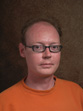
Laurent Itti (2004)

Laurent Itti (* 12. Dezember 1970 in Tours) ist ein französischer Forscher im Bereich Computational Neuroscience. Er ist Professor für Informatik, Psychologie und Neurowissenschaft an der University of Southern California.

## Leben
Itti erhielt 1994 seinen Master of Science in „Image Processing“ an der École Nationale Supérieure des Télécommunications de Paris. Im Jahr 2000 wurde er an der Caltech in Computation and Neural Systems promoviert.
Als Doktorand unter der Betreuung von Christof Koch entwickelte Itti ein Computermodell, das die Gehirnvorgänge bei der Anwendung der Visuellen Aufmerksamkeit simuliert. Dieses sogenannte „Saliency-Model“ wurde von Hunderten von peer-reviewten Veröffentlichungen zitiert. Die Softwareumsetzung dieses Modells ist Teil des iLab Neuromorphic Vision Toolkits, das unter der GNU General Public License kostenlos erhältlich ist.
Itti war auch sehr aktiv in der Entwicklung von visionären Computeranwendungen, besonders im Zusammenhang mit autonomen Fahrzeugen (sowohl erdgebunden als auch unter Wasser), sowie beim Vergleich von Modelsimulationen mit empirischen Messungen, die auf einem breiten Spektrum von Techniken basieren, einschließlich Eye-Tracking Psychophysik, Neuroimaging und Elektrophysiologie.
Itti war ab 2000 Assistant Professor, wurde 2006 Associate Professor und erhielt im Dezember 2013 eine ordentliche Professur.
Itti hat mehrere Dutzend peer-reviewte Veröffentlichungen publiziert. Er hält drei Patente über Bildbearbeitung. Itti war auch an der Entwicklung der Coregistration für das Neuroimaging Systems Softwarepaket beteiligt, einer Suite für Bildbearbeitungstools zur Analyse von Neuroimaging-Daten, die routinemäßig von einigen Krankenhäusern und Forschungslaboren in den USA und Europa eingesetzt wird.

## Veröffentlichungen
- Neurobiology of Attention. Academic Press, 2005, ISBN 0-12-375731-2. (amazon.com)
- L. Itti, C. Koch: Computational modelling of visual attention. In: Nat Rev Neurosci. Band 2, 2001, S. 194–203. doi:10.1038/35058500
- Laurent Itti, Christof Koch: A saliency-based search mechanism for overt and covert shifts of visual attention. Vision Research, Volume 40, Nr. 10–12, 2000, S. 1489–1506, doi:10.1016/S0042-6989(99)00163-7
- F. Baluch, L. Itti: Mechanisms of top-down attention. In: Trends Neurosci. Band 34, Nr. 4, Apr 2011, S. 210–224. doi:10.1016/j.tins.2011.02.003.
- B. J. White, J. Y. Kan, R. Levy, L. Itti, D. P. Munoz: Superior colliculus encodes visual saliency before the primary visual cortex. In: Proc Natl Acad Sci U S A. Band 114, Nr. 35, 29. Aug 2017, S. 9451–9456. doi:10.1073/pnas.1701003114.